# 제18집단군
제18집단군(18th Army Group)은 튀니지 전역 막바지에 튀니제 점령을 위해 편성한 영국 육군의 집단군이었다.

## 역사
카세린 협곡 전투 이후, 1943년 2월 20일에 동쪽에서 진격하던 버나드 몽고메리 중장의 제8군 (영국)와 서쪽에서 튀니지로 진격하던 케네스 앤더슨 중장의 제1군 (영국)가 가까워지자 지휘 협조성이 필요해지자 편성하였다. 이 집단군은 영국 육군 대장 해롤드 알렉산더 경이 지휘하였다. 연합군 본부(AFHQ) 소속이었다.
제18집단군은 독일의 2개 야전군, 에르빈 롬멜의 아프리카 기갑군과 한스위르겐 폰 아르님의 제5기갑군과 마주하였는데, 그들은 서로 사이가 좋지 않아서 전략적 협력이 없었다. 튀니지를 점령한 후, 추측군 25만명을 전쟁포로로 잡았고, 5월에 제18집단군과 제1군이 해체되었다.

## 부대
- 영국 제8군
  - 영국 제10군단
  - 영국 제13군단
  - 영국 제30군단
- 영국 제1군
  - 영국 제5(V)군단
  - 영국 제9(XI)군단
  - 미국 제2(II)군단
  - 프랑스 제19(XIX)군단